# Sanremo - La grande sfida
Sanremo - La grande sfida è un film del 1960, diretto da Piero Vivarelli.

## Trama
La grande sfida del titolo non è quella fra i cantanti in gara al Festival, ma quella fra due editori musicali che competono fra di loro, in maniera più o meno lecita, per far vincere i propri artisti, in un contorno di belle ragazze disponibili, giornalisti e corruzione dilagante.
Per i due produttori la prima cosa da fare è accaparrarsi il maggior numero possibile di biglietti d'ingresso alle serate, perché la giuria viene scelta tra il pubblico che assiste allo spettacolo. Intanto il giornalista Teddy, in cerca di rivelazioni scandalistiche per il proprio giornale, si innamora della figlia di uno dei due. Tra una canzone e l'altra si svolge la lotta fra i due editori, che tuttavia perdono la possibilità di comprare trecento biglietti, credendoli falsi. Alla fine la vittoria va a un terzo editore, ma Teddy saprà consolare il padre della fidanzata organizzandogli un circuito di jukebox che diffonderà la musica dei suoi artisti.

## Orchestra
- Orchestra Della canzone diretta dal maestro Cinico Angelini.[2]

## Canzoni
Queste le canzoni, in ordine alfabetico per artista, che si ascoltano nel film:
- Sergio Bruni: Il mare
- Adriano Celentano: Blue jeans rock
- Fausto Cigliano: Splende il sole
- Tony Dallara: Romantica, Perderti, Noi
- Jula De Palma: Notte mia
- Mina: È vero, Non sei felice
- Domenico Modugno: Libero
- Teddy Reno: Una bugia meravigliosa, Dolce souvenir
- Joe Sentieri: Quando vien la sera, È mezzanotte